# Eritroblasto basofilo

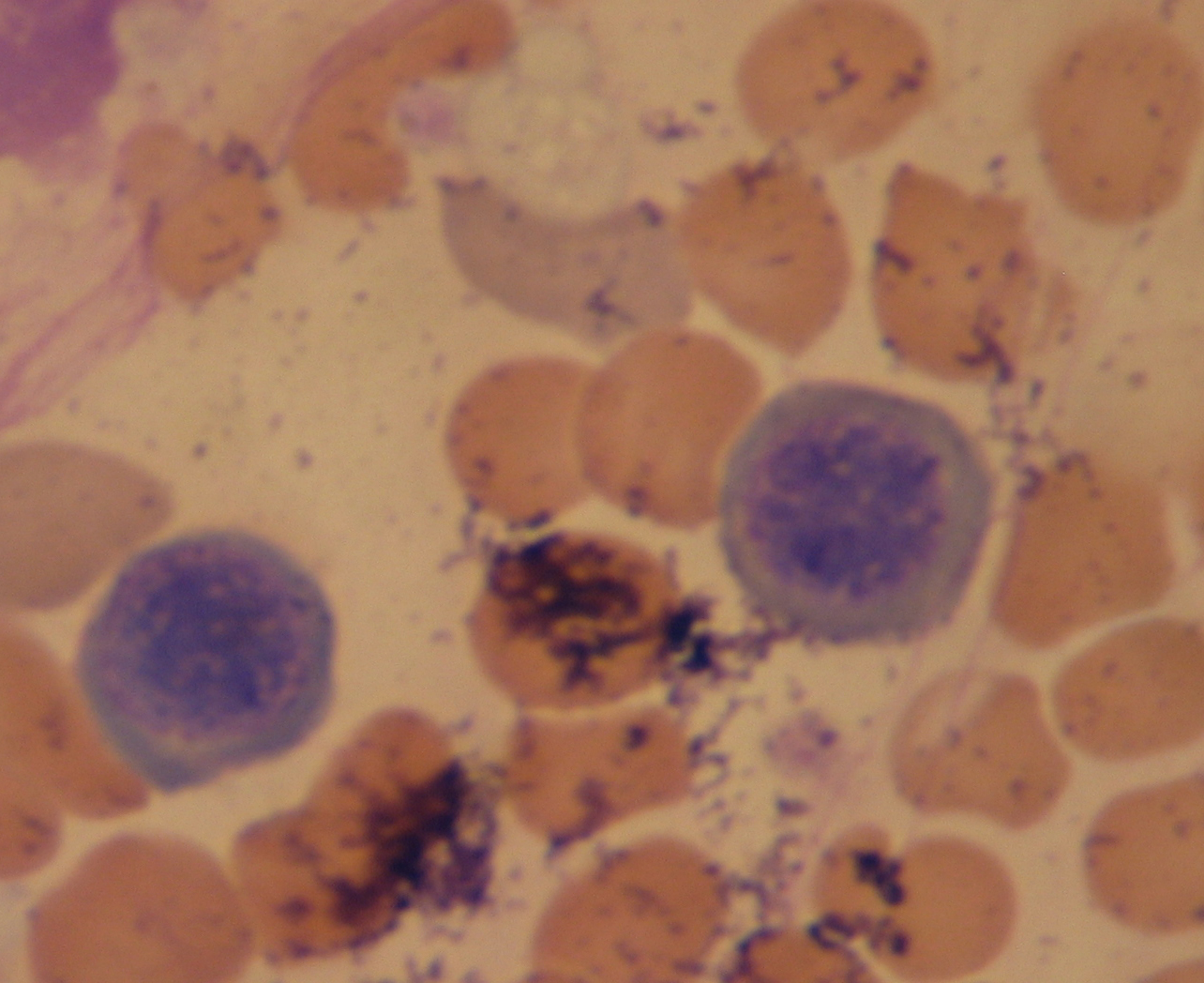
Eritroblasto basofilo visibile in un aspirato midollare

L'eritroblasto basofilo è una cellula precursore dell'eritrocita e rappresenta la seconda tappa differenziativa identificabile dell'eritropoiesi.

## Morfologia
L'eritroblasto basofilo ha un diametro di circa 15 μm, ha un ampio citoplasma basofilo, con scarso reticolo endoplasmatico, numerosi mitocondri e ribosomi liberi. L'attività mitotica è intensa. Sono inoltre visibili depositi di ferritina. A differenza del proeritroblasto la cromatina non è omogenea, bensì disposta a "zolle"; è presente un evidente nucleolo, talora due.